# Europameisterschaften im Schnellschach

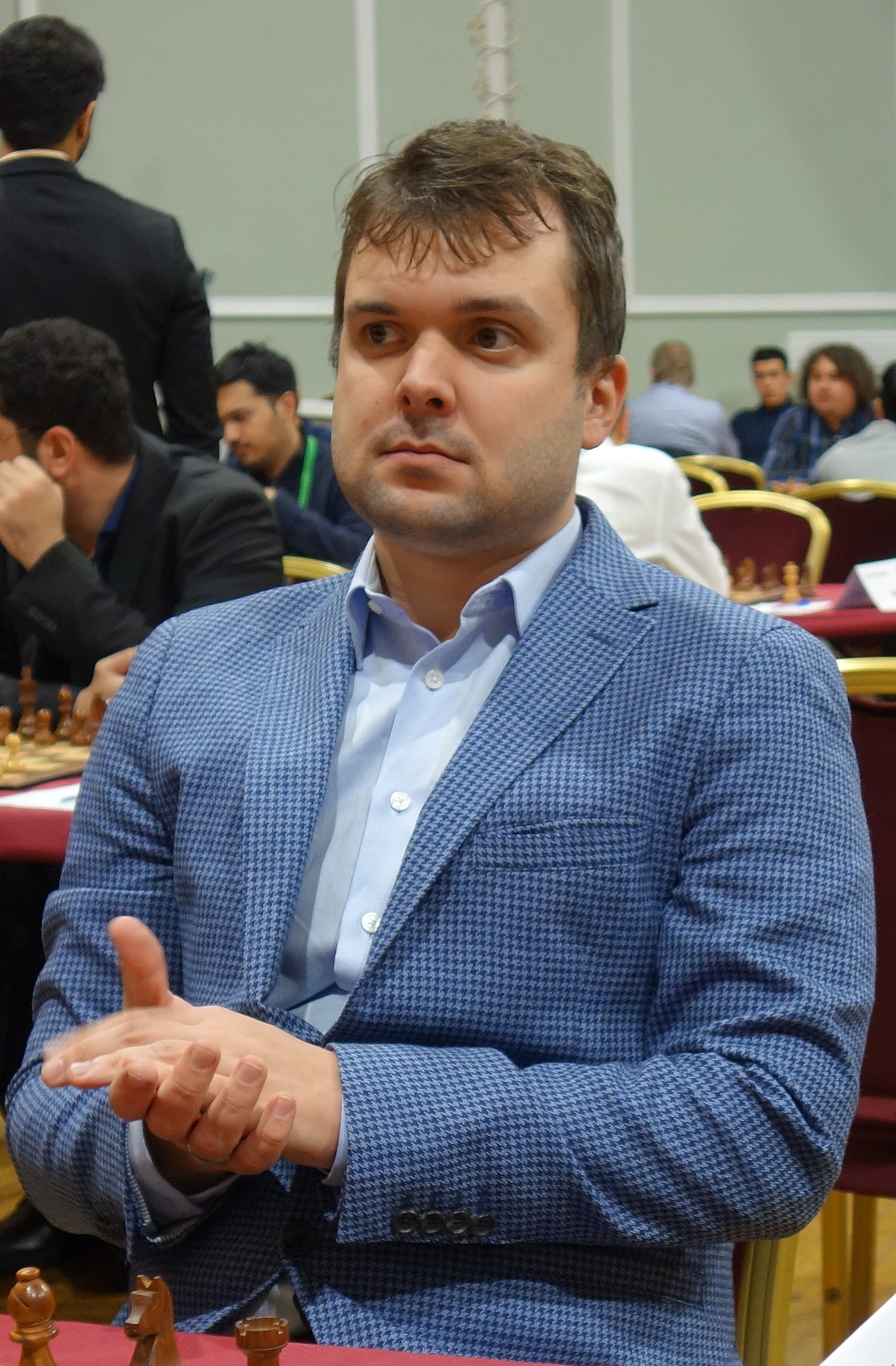
Der amtierende Schnellschach-Europameister Wladimir Fedossejew

Die Europameisterschaften im Schnellschach werden unter der Ägide der European Chess Union seit 2000 ausgetragen. Der erste Wettbewerb fand nach dem Abschluss des European Club Cup im bosnischen Urlaubsort Neum statt. Unter den Teilnehmern waren 52 Großmeister. Der Sieger wurde in elf Runden nach Schweizer System mit einer Zeitkontrolle von 20 Minuten plus 10 Sekunden ermittelt. Ab 2004 wird im jährlichen Rhythmus um den Titel gekämpft. Zwischen 2005 und 2013 war dank der Unterstützung von den Unternehmen aus der Versicherungsbranche Warschau ununterbrochen der Gastgeber.

## Austragungen
| Jahr | Spielort | Sieger                |
| ---- | -------- | --------------------- |
| 2000 | Neum     | Ivan Sokolov          |
| 2002 | Kreta    | Christos Banikas      |
| 2004 | Jerewan  | Wassyl Iwantschuk     |
| 2005 | Warschau | Zoltán Gyimesi        |
| 2006 | Warschau | Jurij Drosdowskyj     |
| 2007 | Warschau | Aljaksej Aljaksandrau |
| 2008 | Warschau | Radosław Wojtaszek    |
| 2009 | Warschau | Wladimir Malachow     |
| 2010 | Warschau | Zoltán Almási         |
| 2011 | Warschau | Baadur Dschobawa      |
| 2012 | Warschau | Alexei Drejew         |
| 2013 | Warschau | Richárd Rapport       |
| 2014 | Breslau  | Jan-Krzysztof Duda    |
| 2015 | Minsk    | Iwan Popow            |
| 2016 | Tallinn  | Alexander Rjasanzew   |
| 2017 | Katowice | Maxim Wawulin         |
| 2018 | Skopje   | Waleri Popow          |
| 2019 | Tallinn  | Gabriel Sarkissjan    |
| 2021 | Katowice | Alexander Motyljow    |
| 2022 | Katowice | Jaime Santos Latasa   |
| 2023 | Zagreb   | Alexei Sarana         |
| 2024 | Skopje   | Wladimir Fedossejew   |